# 189 (liczba)
189 (sto osiemdziesiąt dziewięć) – liczba naturalna następująca po 188 i poprzedzająca 190.

## W matematyce
- 189 jest liczbą Ulama[1]
- 189 jest liczbą szczęśliwą[2]
- 189 jest palindromem liczbowym, czyli może być czytana w obu kierunkach, w pozycyjnym systemie liczbowym o bazie 20 (99)
- 189 należy do dziesięciu trójek pitagorejskich (48, 189, 195), (180, 189, 261), (189, 252, 315), (189, 340, 389), (189, 648, 675), (189, 840, 861), (189, 1980, 1989), (189, 2548, 2555), (189, 5952, 5955), (189, 17860, 17861).

## W nauce
- liczba atomowa unoctennium (niezsyntetyzowany pierwiastek chemiczny)
- galaktyka NGC 189
- planetoida (189) Phthia
- kometa krótkookresowa 189P/NEAT

## W kalendarzu
189. dniem w roku jest 8 lipca (w latach przestępnych jest to 8 lipca). Zobacz też co wydarzyło się w roku 189, oraz w roku 189 p.n.e.